# 책점
책점(Bibliomancy)은 점복술에 책을 사용하는 것을 말한다. 성스러운 책을 써서, 그중에서도 특정 단어나 구절을 통해, 치료를 하거나 부정한 존재를 제거하거나, 세계의 여러 종교에서 널리 쓰이는 것처럼 미래를 점치거나 하는 것을 말한다. 

## 용어
옥스포드 영어사전에 따르면, Bibliomancy라는 단어는 1753년 Chambers' Cyclopædia에 처음 등재되었다. 가끔 문장점(Stichomancy)과 동의어로서 쓰이기도 하는데, 이는 특정한 구절을 무작위로 뽑아 치는 점을 말한다.

## 역사
슐한 아루흐(Shulchan Aruch)에 따르면 인쇄된 형태의 토라(Torah)인 추마시(Chumash)를 펴서 답을 구하거나, 아이에게 성서에서 가장 먼저 떠오르는 첫 번째 부분을 묻는 것은 산양을 이용해 답을 점치는 것과 같은 죄(sin of necromancy)가 아니다.

## 방법
1. 책은 진리를 담지하고 있다고 믿는 책 중에 고른다.
2. 책등에서 균형을 잡은 뒤 펼쳐진 채로 떨어지게 한다.
3. 눈을 감은 채 아무 구절이나 고른다.

## 같이 보기
- 바이블 코드
- 소르테스 호메리카이
- 시점(rhapsodomancy)